# De Duiventoren

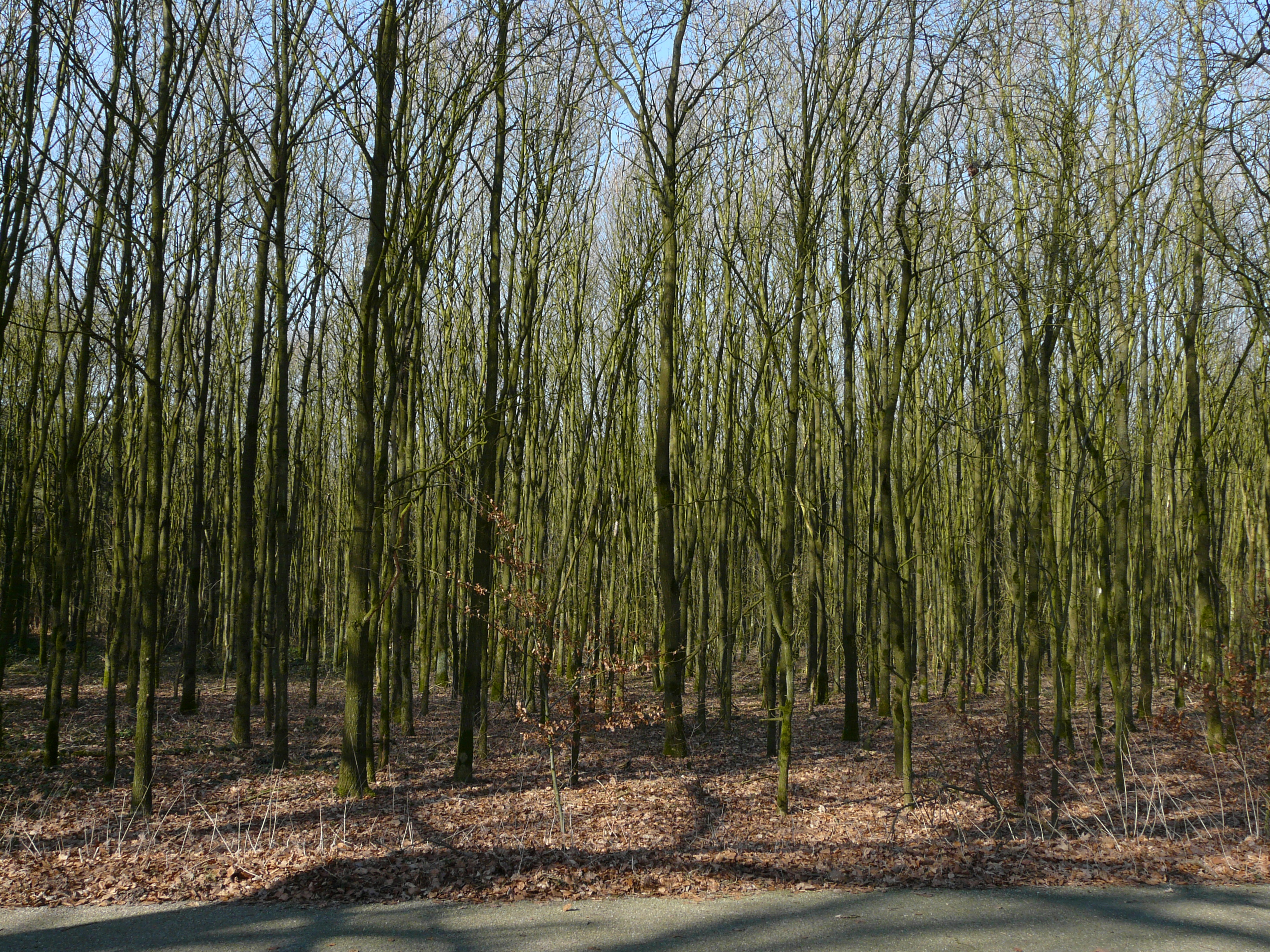

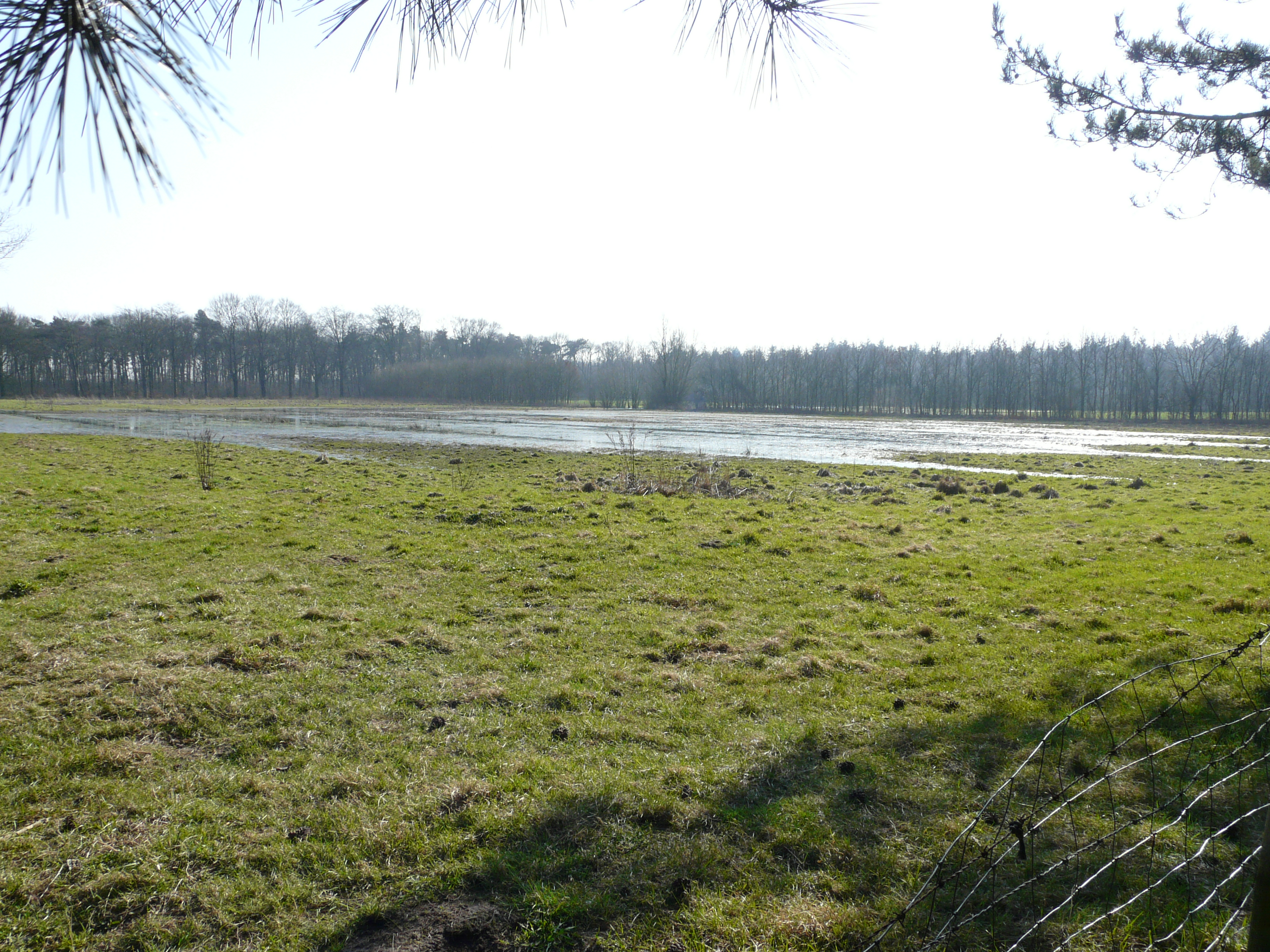

De Duiventoren is de naam van een natuurgebied dat zich bevindt ten zuidwesten van Dongen en zich uitstrekt tot op het grondgebied van Rijen. Het terrein is in bezit van Staatsbosbeheer. Een deel van het gebied staat ook wel bekend als Het Moerken, aangezien hier van 1600-1800 turf werd gewonnen. Dit terrein is nog steeds erg drassig.
De Duiventoren is voornamelijk een bosgebied, er ligt ook een klein stuifzandgebied in, dat bekendstaat als De Woeste Zee. Vroeger was hier een veel groter stuifzandgebied, maar in het begin van de 20e eeuw werd het gebied met voornamelijk naaldhuit beplant.
Het gebied is bekend om zijn rijkdom aan mossen en paddenstoelen. De naam heeft het gebied mogelijk te danken aan Willem van Duivenvoorde (1290 - 1353), die in de 14e eeuw dit bos bezat. Bij een nabijgelegen boerderij heeft zich ook een duiventoren bevonden. Een kalkzandstenen kunstwerk in het gebied herinnert hieraan. Dit werk, colombier geheten, werd in 2004 geplaatst en is vervaardigd van gestapelde pietra grigia di Vicenze. Het werd ontworpen door de Gentse architecten Robbrecht & Daem.
De oorspronkelijke duiventoren, behorende bij de verbrande hoef, waar vroeger het kasteel van de heren van Dongen heeft gestaan, was in 1744 al in vervallen staat. Door onder meer de aanleg van het Wilhelminakanaal werd dit terrein overigens van het huidige natuurgebied afgesneden, zodat in het natuurgebied nimmer een duiventoren heeft gestaan.
Wel is in het gebied nog een grachtenstelsel te vinden. Hieromheen zijn legenden gevormd aangaande een roofridder die er gehuisd zou hebben, er zijn geen aanwijzingen voor enige waarheid in dat verhaal.
Naar het westen toe gaat het gebied over in Boswachterij Dorst. Naar het noorden toe ligt het Wilhelminakanaal en in het oosten is de verkeersweg die Dongen met Rijen verbindt. Aan de bosrand is een gelijknamig natuurkampeerterrein gevestigd, in de stijl die de omringende landschappen van oudsher hadden.